# 삼사라 (2011년 영화)
《삼사라》(Samsara)는 2011년 공개된 미국의 다큐멘터리 영화이다.